# Laos i olympiska sommarspelen 2004
Laos i olympiska sommarspelen 2004 bestod av 5 idrottare som blivit uttagna av Laos olympiska kommitté.

## Bågskytte
Herrarnas individuella:
- Phoutlamphay Thiamphasone — 64:e plats

## Friidrott
Herrarnas 100 meter:
- Chamleunesouk Ao Oudomphonh
  - Omgång 1 — 11.30 (→ gick inte vidare)

Damernas 100 meter:
- Philaylack Sackpraseuth
  - Omgång 1 — 13.42 (→ gick inte vidare)